# 正親町持季
正親町持季（おおぎまち もちすえ、応永22年（1415年） - 没年不明 ）は、室町時代前期の公卿。法名は空慶。

## 官歴
- 時期不明：従四位上、因幡権守
- 永享10年（1438年）：右中将、蔵人頭
- 嘉吉元年（1441年）：従三位、参議
- 嘉吉3年（1443年）：但馬権守
- 文安3年（1446年）：正三位、権中納言
- 文安5年（1448年）：右衛門督
- 宝徳元年（1449年）：左衛門督
- 宝徳2年（1450年）：従二位
- 宝徳3年（1451年）：権大納言
- 享徳2年（1453年）：正二位
- 長禄元年（1457年）：従一位
- 応仁元年（1467年）：出家のため致仕

## 系譜
- 実父：正親町実秀（裏辻実秀）
- 弟：小倉実右
- 弟：正親町公澄
- 子：正親町公兼
- 子：小倉季種